# Werner Grassmann (Admiral)
Werner Grassmann, auch Graßmann (* 9. März 1888 in Berlin; † 20. Oktober 1943 ebenda) war ein deutscher Vizeadmiral der Kriegsmarine.

## Leben
Werner Grassmann trat am 3. April 1907 als Seekadett in die Kaiserliche Marine ein und wurde am 27. September 1913 zum Oberleutnant zur See befördert. Ab April 1914 diente er bis 15. Juli 1917 als Artillerieoffizier auf der Augsburg. Am 25. Mai 1917 war er zum Kapitänleutnant befördert worden. Er kam dann für drei Monate zur Ausbildung an die U-Bootschule. Anschließend war er bis Ende Mai 1918 als Artillerielehrer im Stab des Führers der Unterseeboote im Mittelmeer. Als Erster Offizier diente er ab Ende Juni 1918 bis Mitte November 1918 auf dem Unterseekreuzer U 141.
Nach dem Krieg wurde er in die Reichsmarine übernommen und war 1923 Admiralstabsoffizier beim Befehlshaber der Seestreitkräfte der Ostsee. Am 1. April 1926 wurde er Korvettenkapitän.
1930/1931 war er Leiter des Artillerieversuchskommandos für Schiffe in Wilhelmshaven und mit der Wahrnehmung der Geschäfte als Referent beauftragt. Ab 1. Oktober 1931 war er Fregattenkapitän.
Vom 22. März 1932 bis 1. April 1933 war er Kommandant des Leichten Kreuzers Emden. Von Juli 1933 war er mit der Beförderung zum Kapitän zur See bis Ende September 1934 Leiter der Werftabteilung (BB) im Allgemeinen Marineamt, dann bis Mitte September 1935 Allgemeine Artillerie-Abteilung.
Anschließend war er bis Ende September 1937 Kommandeur der Schiffsartillerieschule (Kiel). Er wurde Inspekteur der Marineartillerie und am 1. Oktober 1937 Konteradmiral.
Von April 1939 bis Juni 1939 war er Chef des Amtes Kriegsschiffbau (K) im OKM. Anschließend war er für zwei Monate zur Verfügung des Oberbefehlshabers der Marine gesetzt. Ab August 1939 war er bis Juni 1941 Chef des Marinekommandoamtes im OKM. Am 1. Januar 1940 war er zum Vizeadmiral befördert worden. Ab Juni 1941 war er dann bis Februar 1943 Küstenbefehlshaber westliche Ostsee und zugleich von Juni 1941 bis September 1941 mit der Wahrnehmung der Geschäfte des Inspekteurs der Marineartillerie beauftragt. Von Februar 1943 bis Mai 1943 war er zur Verfügung des Marineoberkommandos Ost gesetzt. Am 31. Mai 1943 wurde er verabschiedet.